# Keumalahayati

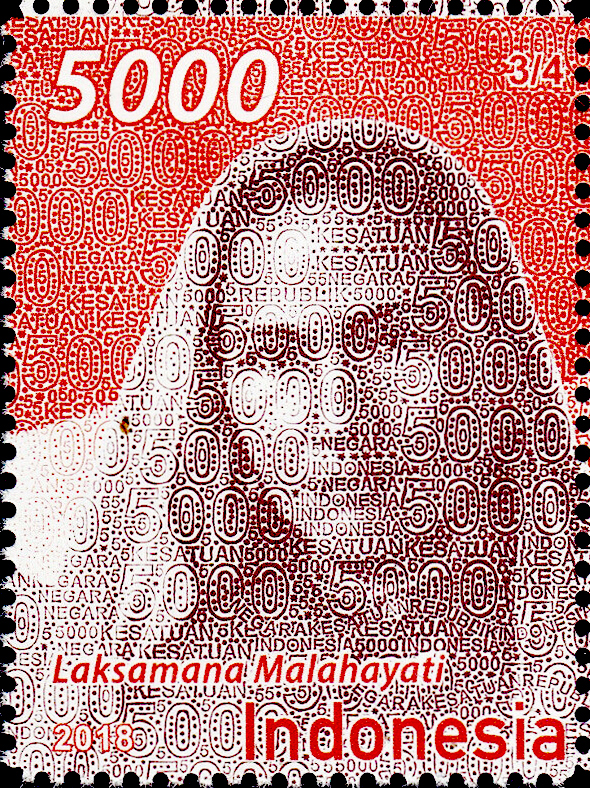
Laksamana Malahayati, amirale de la Flotte d'Aceh, 1550-1615.

Keumalahayati ou Malahayati (fl. XVIe siècle) était une amirale du sultanat d'Aceh dans le Nord de Sumatra, en Indonésie . Elle est la première femme amirale dans le monde moderne (si on exclut Artémise Ire). Ses soldats étaient des femmes choisies parmi les veuves d'Aceh, et son armée s'appelait « Inong Balee », du nom de la forteresse d'Inong Balee située près de la ville de Banda Aceh.

## Histoire
Malahayati était une fille de l'amiral Machmud Syah d'Aceh. Après être sortie d'une école islamique, elle poursuit ses études à l'académie militaire royale d'Aceh, la Ma'had Baitul Maqdis. 
Après la prise de Malacca par les Portugais, Aceh gagne en importance et veille à ce que le trafic maritime dans le détroit de Malacca restent entre les mains de commerçants asiatiques. Son souverain, le sultan Alauddin Mansur Syah, renforce son armée et fait construire une puissante marine à la tête de laquelle il nomme Malahayati, respectée par les autres chefs militaires d'Aceh. Elle avait en effet fait ses preuves lors de plusieurs batailles contre les Portugais et les Néerlandais. 
En 1599, Cornelis de Houtman arrive en Aceh à la tête d'une expédition néerlandaise. Le sultan le reçoit mais de Houtman l'insulte. Le Néerlandais, qui s'était déjà confronté au sultanat de Banten au nord-ouest de Java avant son arrivée en Aceh, déclenche les hostilités. Malahayati l'affronte à la tête de ses Inong Balee, en français : armée de veuves et, après de violents combats, tue finalement de Houtman le 11 septembre 1599. 
En 1600, la marine néerlandaise, dirigée par Paulus van Caerden, dépouille un navire marchand d'Aceh au large des côtes d'Aceh. Après cet événement, en juin 1601, Malahayati ordonne l'arrestation de l'amiral néerlandais Jacob van Neck. Après de nombreux incidents qui ont bloqué les expéditions de la marine néerlandaise et la menace de la flotte espagnole, Maurits van Oranje envoie des émissaires accompagnés d'une lettre diplomatique d'excuses à l'empire d'Aceh. Les émissaires sont l'amiral Laurens Bicker et Gérard de Roy. En août 1601, Malahayati rencontre les émissaires de Maurits pour un traité. Un cessez-le-feu est convenu et les Néerlandais versent 50 000 Gulden à titre de compensation pour les actions de Paulus van Caerden, tandis que Malahayati libère des prisonniers néerlandais. Après l'accord, le sultan envoie trois émissaires aux Pays-Bas. 
En juin 1602, la réputation de Malahayati en tant que gardienne du royaume d'Aceh conduit l'Angleterre à choisir une méthode pacifique et diplomatique pour entrer dans le détroit de Malacca. James Lancaster apporte une lettre de la reine Élisabeth Ire au sultan, et ce fut Malahayati qui dirigea la négociation avec Lancaster. L'accord ouvre la voie aux Anglais vers Java et a rapidement permis de construire des bureaux de commerce à Banten. Élisabeth Ire a décerné le titre de chevalier à Lancaster pour le succès de sa diplomatie à Aceh et à Banten.
Malahayati est tuée alors qu'elle attaquait la flotte portugaise à Teuluk Krueng Raya. Elle est enterrée à Bukit Kota Dalam, un petit village de pêcheurs de Lereng, à 34 km de Banda Aceh.

## Hommages
Le nom de Malahayati a été donné à des navires de la marine indonésienne, des universités, des hôpitaux et des routes dans plusieurs villes de Sumatra. Une base navale près de sa tombe porte également son nom.